# Kao Kang
Kao Kang (čínsky pchin-jinem Gāo Gǎng, znaky zjednodušené 高岗, tradiční 高崗; 25. října 1905 – 17. srpna 1954) byl jedním z nejvýznamnějších lídrů Komunistické strany Číny během čínské Občanské války a v počátcích vzniku Čínské lidové republiky. Poté, co projevil nesouhlas s odklonem od generální linie (1952), byl kritizován přívrženci Mao Ce-tunga, kteří zkonstruovali tzv. Kao Kangovu aféru, a následně jej politicky zlikvidovali.

## Činnost v Šen-si
Kao Kang se narodil v roce 1905 v Cheng-šanu v provincii Šen-si. Již v roce 1926 se stal členem Komunistické strany Číny a během občanské války se účastnil partyzánských bojů ve své rodné provincii. Po zakončení Dlouhého pochodu Rudé armády pod vedením Mao Ce-tunga v říjnu roku 1935 byl Kao Kang pověřen správou oblasti Šen-si, kde byla založena nová komunistická základna.

## Činnost v Mandžusku
V roce 1945 se stal členem politbyra a byl přemístěn do severovýchodní části Číny, kde zastával řadu vysokých funkcí. Později se stal hlavním stranickým tajemníkem Mandžuska. Zatímco kontroloval toto území, byl díky přízně Mao Ce-tunga jmenován také místopředsedou centrální lidové vlády. Pod správou Kao Kanga se Mandžusko stalo centrem těžkého průmyslu a díky rychlému ekonomickému růstu se stalo vzorem pro zbytek země.
Brzy však Kao Kangovy úzké vztahy se Sovětským svazem vyvolaly podezření u vedení KS Číny, že zde Kao zamýšlí vytvořit autonomní oblast nebo kolonii Sovětského svazu. Kromě toho bylo jeho jméno spojováno se sexuálními skandály s ruskými emigrantkami, přičemž údajně využíval peníze z veřejných prostředků k jejich vydržování, což je dalším důvodem, proč byl roku 1952 odvolán do Pekingu.

## "Kao Kangova aféra"
V Pekingu byl Kao Kangovi přiřazen post předsedy komise pro státní plánování a ačkoliv se zde jeho moc dostala pod větší kontrolou Mao Ce-tunga, zároveň svůj přesun Kao vnímal jako určitou motivaci postoupit výše v hierarchii strany. Sám sebe považoval za po Maovi druhého nejdůležitějšího vůdce ČLR, a proto otevřeně nesouhlasil s přidělením vysokých vládních pozicí některým stranickým vůdcům.
Když Mao v soukromém rozhovoru s Kao Kangem v jisté míře vyjádřil nespokojenost s Liou Šao-čchim a Čou En-lajem, Kao si vyložil jeho slova jako souhlas pro zakročení a vedla ho ke snaze tyto dva politiky odstranit z jejich pozicí ve vládě. Pokusil se oslovit další členy strany a přesvědčit je, aby se k němu v této snaze připojili, skutečné podpory se mu však dostalo pouze od Žao Šu-š'a, vedoucího úředníka ve východní Číně.

### Důsledky
Poté, co Kao sdílel své myšlenky s některými členy strany, kteří pochybovali o souhlasu Mao Ce-tunga s jeho záměry, byl udán a spolu s Žao Šu-š'em obviněn z pokusu o narušení jednoty strany a uchopení se moci. Na setkání politbyra dne 24. prosince 1953 byl Kao Kang konfrontován Maem a dostal vážné varování. Poté Mao pověřil Liou Šao-čchiho organizací pléna v únoru 1954, které bylo zaměřeno na jednotu strany. Zde byl Kao obviněn také z plánu vytvořit autonomní oblast v Mandžusku, z příliš úzkých styků se Sovětským svazem a z neoprávněnosti jeho tvrzení o souhlasu Maa s odstraněním Čou En-laje a Liou Šao-čchiho. Obvinění Kao popřel a v roce 1954 spáchal sebevraždu. V březnu roku 1995 byl posmrtně vyloučen ze strany.
Tato kauza, známá také jako Kao-Žaova aféra, je ukázkou reálného rizika rozdělení frakcí a bojů o moc v rámci Komunistické strany Číny během prvních několika let Čínské lidové republiky, což je období, které je často považováno za éru jednoty stran. V návaznosti na Kao Kangovu aféru se objevily výzvy k větší jednotě strany a došlo ke zvýšení centralizace tím, že staré regionální správy se svými vojenskými orgány byly zrušeny. Tato změna byla plánována již delší dobu, ale její urychlení bylo nepochybně podníceno pokusy Kao Kanga využít svého regionálního postavení k získání moci v centru.
Na aféře můžeme pozorovat dominantní postavení Mao Ce-tunga a jeho manipulace. Právě jeho poznámky přivedly Kaa k domněnce, že je jeho jednání oprávněné, neboť má podporu předsedy Maa. Někteří starší členové strany částečně vyjádřili svou podporu, ale pouze proto, že si mysleli, že Mao Kao Kangův plán schválil. Mao ovšem vše také ukončil, když na zasedání politbyra vyjádřil svůj nesouhlas a Kao Kanga byl zadržen. Role Mao Ce-tunga byla v celé kauze velmi významná.